# 袁聿修
袁聿修（511年—582年），字叔德，陳郡陽夏（今河南太康）人。

## 生平
北魏中書令袁翻之子，過繼給叔父袁躍。性深沉有鑑識，清淨寡欲，與世無爭，九歲時被州里辟署為主簿，深受尚書崔休賞識。天保初，任太子庶子，代理博陵太守。東魏孝靜帝武定末，任太子中舍人。官至吏部尚書，在官廉洁奉公，被稱為“清郎”、“清卿”。開皇二年（582年）卒於熊州刺史任上。子袁知礼。

## 瓜田之嫌
齊武成帝大寧初，袁聿修以太常少卿出使巡察河南諸州，並受命考核官員的得失。袁聿修經過兗州時，邢邵正擔任兗州刺史，兩人分別後，邢邵派人送給袁聿修白綢一匹為信。袁聿修退綢不受，寫信給邢邵說：“今日經過您那，與平日出行不同，瓜田李下，必須避嫌，古人對此是慎重的。多言可畏，應像防水患一樣，願您體會此心，不至於重責。”邢邵也欣然領會，回信說：“先前的贈送，過於輕率，未加考慮，老夫匆忙之間，沒有想到這個問題。敬承來信之意，我無不快。您過去是清郎，現今是清白廉潔的少卿了。”

## 延伸阅读
[在维基数据编辑]
 《北齊書·卷42》，出自李百药《北齊書》